# Solanum megalochiton
Solanum megalochiton är en potatisväxtart som beskrevs av Carl Friedrich Philipp von Martius. Solanum megalochiton ingår i släktet skattor som ingår i familjen potatisväxter. Inga underarter finns listade i Catalogue of Life.